# Annmari Reich
Annmari Charlotte Reich, tidigare Olsson, född 7 juli 1952 i Helsingborg, är en svensk konstnär.
Reich, som är dotter till journalist Elisabeth Reich, studerade vid Arbetarnas bildningsförbunds målarskola 1968–1969 och vid Konstfackskolan 1969–1974. Hon har frilansat som konstnär och designer, haft en lång rad separatutställningar och utfört offentlig utsmyckning åt Halmstads kommun.